# Ommata nigrotarsis
Ommata nigrotarsis là một loài bọ cánh cứng trong họ Cerambycidae.